# Haution
Haution település Franciaországban, Aisne megyében. Lakosainak száma 130 fő (2022. január 1.). Haution Autreppes, Laigny, Marly-Gomont, Saint-Algis, La Vallée-au-Blé és Voulpaix községekkel határos.

## Népesség
A település népességének változása:
| Lakosok száma | 202  | 145  | 184  | 145  | 151  | 150  | 144  | 135  | 133  | 130  |
|               | 1968 | 1982 | 1990 | 2006 | 2013 | 2015 | 2017 | 2019 | 2020 | 2022 |